# Liste der Baudenkmäler in Lonnerstadt
Auf dieser Seite sind die Baudenkmäler in dem mittelfränkischen Markt Lonnerstadt zusammengestellt. Diese Tabelle ist eine Teilliste der Liste der Baudenkmäler in Bayern. Grundlage ist die Bayerische Denkmalliste, die auf Basis des Bayerischen Denkmalschutzgesetzes vom 1. Oktober 1973 erstmals erstellt wurde und seither durch das Bayerische Landesamt für Denkmalpflege geführt wird. Die folgenden Angaben ersetzen nicht die rechtsverbindliche Auskunft der Denkmalschutzbehörde.
 Diese Liste gibt den Fortschreibungsstand vom 15. Dezember 2023 wieder und enthält 39 Baudenkmäler.

## Baudenkmäler nach Gemeindeteilen

### Ailsbach
| Lage                   | Objekt                                       | Beschreibung | Akten-Nr.     | Bild           |
| ---------------------- | -------------------------------------------- | --- | ------------- | -------------- |
| Ailsbach 10 (Standort) | Wohnstallhaus                                | Eingeschossiger massiver Halbwalmdachbau, Sandsteinquader, um 1800                                                                          | D-5-72-139-36 | weitere Bilder |
| Ailsbach 13 (Standort) | Torpfosten                                   | Sandstein, klassizistisch, 18./19. Jahrhundert                                                                                              | D-5-72-139-33 | weitere Bilder |
| Ailsbach 29 (Standort) | Ehemaliges Schulhaus                         | Eingeschossiger verputzter Satteldachbau mit Ecklisenen und Dachreiter mit Zwiebelhaube, dendro.dat. 1811/12, Erweiterung bezeichnet „1857“ | D-5-72-139-38 | weitere Bilder |
| Ailsbach 29 (Standort) | Scheune                                      | Eingeschossiger Massivbau mit Steilsatteldach, 1. Drittel 20. Jh.                                                                           | D-5-72-139-38 | weitere Bilder |
| Ailsbach 43 (Standort) | Hoftorpfosten                                | Mit profilierten Aufsätzen, Sandstein, bezeichnet „1851“                                                                                    | D-5-72-139-37 | weitere Bilder |
| Ailsbach 59 (Standort) | Hof, ehemaliges Forstdienstgebäude: Wohnhaus | Zweigeschossiger unverputzter Sandsteinquaderbau mit Walmdach, Hälfte 19. Jh., Baujahr 1834                                                 | D-5-72-139-39 | weitere Bilder |
| Ailsbach 59 (Standort) | Hof: Nebengebäude                            | massiver Satteldachbau mit rundbogiger Toreinfahrt, gleichzeitig                                                                            | D-5-72-139-39 | BW             |
| Ailsbach 59 (Standort) | Hof: Backhaus                                | Massivbau mit Satteldach, gleichzeitig | D-5-72-139-39 | BW             |

### Fetzelhofen
| Lage                      | Objekt  | Beschreibung                                             | Akten-Nr.     | Bild           |
| ------------------------- | ------- | -------------------------------------------------------- | ------------- | -------------- |
| Fetzelhofen 11 (Standort) | Scheune | Sandsteinquaderbau mit Satteldach, Mitte 19. Jahrhundert | D-5-72-139-41 | weitere Bilder |

### Lonnerstadt
| Lage                                                                                 | Objekt                                                              | Beschreibung | Akten-Nr.     | Bild           |
| ------------------------------------------------------------------------------------ | ------------------------------------------------------------------- | --- | ------------- | -------------- |
| An den Kellern 8 (Standort)                                                          | Wohnstallhaus                                                       | Eingeschossiger Satteldachbau, Giebel Fachwerk, 18. Jahrhundert | D-5-72-139-2  | weitere Bilder |
| Badgasse 1, Nähe Badgasse (Standort)                                                 | Wohnhaus                                                            | Zweigeschossiger verputzter Walmdachbau mit Fachwerkobergeschoss, 18. Jahrhundert | D-5-72-139-5  | weitere Bilder |
| Badgasse 4 (Standort)                                                                | Wohnhaus                                                            | Zweigeschossiger Mansarddachbau mit Fachwerkobergeschoss, 17./18. Jahrhundert | D-5-72-139-6  | weitere Bilder |
| Badgasse 6 (Standort)                                                                | Wohnstallhaus                                                       | Zweigeschossiger, giebelständiger Satteldachbau mit Fachwerkobergeschoss, 17./18. Jahrhundert | D-5-72-139-7  | weitere Bilder |
| Badgasse 10 (Standort)                                                               | Wohnhaus                                                            | Eingeschossiger Satteldachbau, Fachwerk, wohl 17. Jahrhundert | D-5-72-139-8  | weitere Bilder |
| Badgasse 12 (Standort)                                                               | Ehemaliges Wirtshaus                                                | Zweigeschossiger, giebelständiger verputzter Fachwerkbau mit Satteldach, im Kern 1672 (dendrochronologisch datiert), im 19. Jahrhundert verändert                                                                                     | D-5-72-139-9  | weitere Bilder |
| Bergstraße 1 (Standort)                                                              | Wohnhaus                                                            | Zweigeschossiger massiver Mansardhalbwalmdachbau mit nördlich angebauter Scheune, zweigeschossiger Sandsteinquaderbau mit Steilsatteldach und Fachwerkgiebel, im Kern um 1730                                                         | D-5-72-139-10 | weitere Bilder |
| Bergstraße 1 (Standort)                                                              | Scheune                                                             | | D-5-72-139-10 | weitere Bilder |
| Hauptstraße 18 (Standort)                                                            | Wohnhaus                                                            | Zweigeschossiger Walmdachbau mit verputztem Fachwerkobergeschoss, erste Hälfte 19. Jahrhundert | D-5-72-139-11 | weitere Bilder |
| Hauptstraße 19 (Standort)                                                            | Wohnhaus                                                            | Zweigeschossiger, giebelständiger massiver Halbwalmdachbau, bezeichnet „1839“ | D-5-72-139-12 | weitere Bilder |
| Hauptstraße 23 (Standort)                                                            | Ehemalige Zehntscheune                                              | Satteldachbau mit Fachwerkobergeschoss, 16./17. Jahrhundert | D-5-72-139-13 | weitere Bilder |
| Hauptstraße 24 (Standort)                                                            | Wohnhaus                                                            | Zweigeschossiger Walmdachbau mit Ecklisenen, erste Hälfte 19. Jahrhundert | D-5-72-139-14 | weitere Bilder |
| Hauptstraße 25 (Standort)                                                            | Ehemaliges Nürnberger Amtsschloss: Schloss                          | Zweigeschossiger Sandsteinquaderbau mit Mansarddach und Zwerchhäusern, im Kern 15./16. Jahrhundert, verändert 1728 | D-5-72-139-15 | weitere Bilder |
| Hauptstraße 25 (Standort)                                                            | Ehemaliges Nürnberger Amtsschloss: Ummauerung                       | Sandsteinquadermauer mit Satteldachabschluss und runden Ecktürmen mit Zeltdächern, 18. Jahrhundert | D-5-72-139-15 | weitere Bilder |
| Hauptstraße 25 (Standort)                                                            | Ehemaliges Nürnberger Amtsschloss: Nebengebäude                     | Zweigeschossiger Massivbau mit Walmdach, 18. Jahrhundert | D-5-72-139-15 | BW             |
| Hauptstraße 25 (Standort)                                                            | Ehemaliges Nürnberger Amtsschloss: Ökonomiegebäude                  | Eingeschossiger, im Westen abgewalmter Satteldachbau auf L-förmiger Grundlinie, teils Fachwerk, teils Sandstein, 18. Jahrhundert | D-5-72-139-15 | BW             |
| Hauptstraße 33 (Standort)                                                            | Kleinhaus                                                           | Eingeschossiger giebelständiger Satteldachbau, Ende 18. Jahrhundert | D-5-72-139-16 | weitere Bilder |
| Nähe Marktplatz (Standort)                                                           | Brunnenhaus                                                         | Offene Holzständerkonstruktion mit Walmdach, über dem Gemeindebrunnen, bezeichnet „1743“ | D-5-72-139-32 | weitere Bilder |
| Nähe Marktplatz (Standort)                                                           | Anbau                                                               | Angebaut eingeschossiger Fachwerkbau mit Walmdach, wohl gleichzeitig | D-5-72-139-32 | weitere Bilder |
| Marktplatz 2 (Standort)                                                              | Wohnhaus                                                            | Zweigeschossiger, traufständiger Satteldachbau mit verputztem Fachwerkobergeschoss, 18. Jahrhundert | D-5-72-139-18 | weitere Bilder |
| Marktplatz 3 (Standort)                                                              | Ehemals Gasthaus mit Brauerei                                       | Zweigeschossiger Eckbau mit Satteldach und Fachwerkobergeschoss, nach Brand neu errichtet, dendrochronologisch datiert 1673, verändert 3. Viertel 19. Jh                                                                              | D-5-72-139-19 | weitere Bilder |
| Marktplatz 2 (Standort)                                                              | Scheune                                                             | eingeschossiger Satteldachbau mit Fachwerkgiebeln, Außenwände zum Teil Fachwerk, zum Teil Sandsteinquadermauerwerk, 18./frühes 19. Jh.                                                                                                | D-5-72-139-19 | BW             |
| Marktplatz 3 (Standort)                                                              | Nebengebäude                                                        | Zweigeschossiger, traufseitiger und zum Hof hin offener Satteldachbau, nach Süden abgewalmt, Straßenseite verputzt, 18./frühes 19. Jh.                                                                                                | D-5-72-139-19 | weitere Bilder |
| Marktplatz 5 (Standort)                                                              | Ehemals Brauerei mit Gastwirtschaft, jetzt Wohnhaus                 | Zweigeschossiger Satteldachbau, Fachwerk, um 1700 | D-5-72-139-20 | weitere Bilder |
| Marktplatz 5 (Standort)                                                              | Scheune                                                             | Fachwerkbau mit Satteldach, 18./1. Hälfte 19. Jh. | D-5-72-139-20 | BW             |
| Marktplatz 9 (Standort)                                                              | Ehemalige Brauerei Schorr                                           | Zweigeschossiger giebelständiger Satteldachbau mit Fachwerkobergeschoss, erstes Drittel 18. Jahrhundert | D-5-72-139-21 | weitere Bilder |
| Marktplatz 12 (Standort)                                                             | Evangelisch-lutherische Pfarrkirche ehemals St. Matthäus und Oswald | Mittelalterlicher Chorturmanlage, Sandsteinquaderbau mit Satteldach und massiven Rechteckturm mit Zwiebelhaube, Turmunterbau 14./15. Jahrhundert, Turmobergeschoss 1715–17, Langhaus 1835/36, über älterem Kern; mit Ausstattung      | D-5-72-139-1  | weitere Bilder |
| Marktplatz 10, Marktplatz 12, Bergstraße 10, Marktplatz 10, Marktplatz 13 (Standort) | Kirchhofbefestigung                                                 | Steinmauer, 15./16. Jahrhundert | D-5-72-139-1  | weitere Bilder |
| Bergstraße 10 (Standort)                                                             | Ehemaliges Beinhaus und Kapelle                                     | Zweigeschossiger Massivbau mit steilem Walmdach, im Kern 16. Jahrhundert | D-5-72-139-1  | weitere Bilder |
| Marktplatz 10 (Standort)                                                             | Torbau                                                              | Zweigeschossiger Massivbau mit Satteldach und korbbogiger Durchfahrt, 18. Jahrhundert, über älterem Kern | D-5-72-139-1  | weitere Bilder |
| Marktplatz 15 (Standort)                                                             | Wohnhaus                                                            | Zweigeschossiger Walmdachbau, Sandsteinquader, wohl zweite Hälfte 18. Jahrhundert | D-5-72-139-22 | weitere Bilder |
| Marktplatz 15 (Standort)                                                             | Wohnhaus                                                            | Zweigeschossiger traufständiger Satteldachbau, massiv, Sandsteinquader, verputzt, bezeichnet „1841“ | D-5-72-139-28 | weitere Bilder |
| Nähe Pfarrgasse (Standort)                                                           | Kellereingang                                                       | Bezeichnet „1812“ | D-5-72-139-28 | weitere Bilder |
| Nähe Mühlgasse (Standort)                                                            | Wohnhaus                                                            | Eingeschossiger, giebelständiger Massivbau mit Steilsatteldach und Fachwerkgiebel, 18./frühes 19. Jh. | D-5-72-139-51 | weitere Bilder |
| Mühlgasse 6 (Standort)                                                               | Wohnhaus                                                            | Zweigeschossiger massiver Walmdachbau, zweite Hälfte 18. Jahrhundert | D-5-72-139-23 | weitere Bilder |
| Mühlgasse 7 (Standort)                                                               | Wohnstallhaus                                                       | Zweigeschossiger giebelständiger Satteldachbau, Fachwerk, bezeichnet „1762“ | D-5-72-139-24 | weitere Bilder |
| Mühlgasse 7 (Standort)                                                               | Scheune                                                             | Fachwerk, gleichzeitig | D-5-72-139-24 | BW             |
| Mühlgasse 9 (Standort)                                                               | Wohnhaus                                                            | Zweigeschossiger giebelständiger Krüppelwalmdachbau mit Zierfachwerk in Obergeschoss und Giebel, 17./18. Jahrhundert | D-5-72-139-25 | weitere Bilder |
| Mühlgasse 9 (Standort)                                                               | Nebengebäude                                                        | Langgestreckter Walmdachbau, teils massiv, teils Fachwerk, mit angeschlossener Hofdurchfahrt, gleichzeitig | D-5-72-139-25 | weitere Bilder |
| Mühlgasse 9 (Standort)                                                               | Scheune                                                             | Zweigeschossiger Massivbau mit Satteldach und korbbogiger Durchfahrt, gleichzeitig | D-5-72-139-25 | weitere Bilder |
| Mühlgasse 39 (Standort)                                                              | Mühlengehöft: Wohnhaus                                              | Zweigeschossiger Putzbau mit Satteldach, Fachwerkobergeschoss und Natursteingliederung, bez. 1695 und 173(7?), Umbau spätes 19. Jahrhunderts                                                                                          | D-5-72-139-26 | weitere Bilder |
| Mühlgasse 39 (Standort)                                                              | Mühlengehöft: Mühlengebäude                                         | Mühlengebäude, zweigeschossiger Putzbau mit Satteldach und Natursteingliederung, östlich kleiner, zweigeschossiger Satteldachanbau, zweite Hälfte 19. Jahrhundert; mit technischer Ausstattung, Ende 19. Jahrhundert bis 1920er Jahre | D-5-72-139-26 | weitere Bilder |
| Mühlgasse 39 (Standort)                                                              | Hofportal                                                           | Rundbogig, rustiziertend, bezeichnet „1695“ | D-5-72-139-26 | weitere Bilder |
| Pfarrgasse 2 (Standort)                                                              | Ehemaliges Färberhaus                                               | Zweigeschossiger traufständiger Satteldachbau mit verputztem Fachwerkobergeschoss und vorkragendem Schopfwalm an der Südseite, bezeichnet „1786“, im Kern vermutlich 17. Jahrhundert                                                  | D-5-72-139-27 | weitere Bilder |
| Schulstraße 17 (Standort)                                                            | Rathaus bzw. Gemeindehaus                                           | Zweigeschossiger Halbwalmdachbau mit Giebelbalkon und holzverkleidetem Obergeschoss, historistisch, um 1910 | D-5-72-139-29 | weitere Bilder |
| Schustergasse 5 (Standort)                                                           | Kleinhaus                                                           | Eingeschossiger giebelständiger Mansardwalmdachbau, massiv, um 1800 | D-5-72-139-31 | weitere Bilder |

### Mailach
| Lage                                          | Objekt                             | Beschreibung | Akten-Nr.     | Bild           |
| --------------------------------------------- | ---------------------------------- | --- | ------------- | -------------- |
| B470; ca. 100 m westlich des Ortes (Standort) | Steinkreuz                         | 17. Jahrhundert | D-5-72-139-49 | weitere Bilder |
| Mailach 15 (Standort)                         | Drei Hoftorpfosten                 | Aus Sandsteinquadern, frühes 19. Jahrhundert                                                                                            | D-5-72-139-44 | BW             |
| Mailach 21 (Standort)                         | Wohnstallhaus                      | Verputzter Bau mit Fachwerk, der Wohnteil einseitig erhöht, mit abgewalmtem Frackdach, frühes 19. Jahrhundert                           | D-5-72-139-45 | BW             |
| Mailach 23 (Standort)                         | Hofanlage: Wohnhaus                | zweigeschossiger Sandsteinquaderbau mit Satteldach und Gesimsgliederung, im Kern vor 1828, Erneuerung, bezeichnet „1846“, Umbau um 1920 | D-5-72-139-46 | BW             |
| Mailach 23 (Standort)                         | Hofanlage: Ehemalige Hopfenscheune | eingeschossiger Massivbau mit Fachwerkgiebel und breiter Trockengaube, bezeichnet „1822“                                                | D-5-72-139-46 | BW             |
| Mailach 23 (Standort)                         | Hofanlage: Backhaus                | kleiner Sandsteinquaderbau mit einseitigem Halbwalmdach, ehemals bezeichnet „1793“                                                      | D-5-72-139-46 | BW             |
| Mailach 23 (Standort)                         | Hofanlage: Einfriedung             | Steinquadermauer und Hofeinfahrt, drei Steinpfeiler mit Kugelaufsätzen, 1. Viertel 19. Jh.                                              | D-5-72-139-46 | BW             |
| Mailach 23 (Standort)                         | Hofanlage: Austragshaus            | eingeschossiger Fachwerkbau mit Satteldach, 1793                                                                                        | D-5-72-139-46 | BW             |

## Ehemalige Baudenkmäler
| Lage                                        | Objekt              | Beschreibung                                                                                          | Akten-Nr.     | Bild |
| ------------------------------------------- | ------------------- | --- | ------------- | ---- |
| Ailsbach Ailsbach 19, vormals Haus Nummer 4 | Gasthof Georg Weber | Walmdachbau, Fachwerk verputzt, Kern 18. Jahrhundert ; Backhaus, 18. Jahrhundert                      | D-5-72-139-34 | BW   |
| Lonnerstadt An den Kellern 14               | Stadel              | Sandsteinquader, zweite Hälfte 17. Jahrhundert                                                        | D-5-72-139-3  | BW   |
| Lonnerstadt An der Weisach 5                | Satteldachhaus      | Obergeschoss Fachwerk verputzt, bezeichnet „1854“                                                     | D-5-72-139-4  | BW   |
| Lonnerstadt Herrnstraße 2                   | Türsturz            | Bezeichnet „1837“                                                                                     | D-5-72-139-17 | BW   |
| Lonnerstadt Schustergasse 3                 | Wohnstallhaus       | Zweigeschossiger giebelständiger Frackdachbau, Fachwerk verkleidet, wohl erste Hälfte 18. Jahrhundert | D-5-72-139-30 | BW   |
| Mailach Mailach 29                          | Wohnstallhaus       | Eingeschossig, Giebel Fachwerk verputzt, 18./19. Jahrhundert                                          | D-5-72-139-47 | BW   |